# 麥鐵杖
麦铁杖（6世纪—612年），原名麥饒豐，始興郡始興縣人，生於南朝陳和隋朝期間，隋朝官至右屯衛大將軍。隨楊素征突厥立功，後死在第二次征高句麗戰爭，追贈光祿大夫、宿國公，諡武烈。死後長子麥孟才襲爵。麦铁杖出身盗贼，为门阀世家所忌，在辽水之战时被害死。

## 生平

### 日行百里
麥鐵杖驍勇且臂力驚人，能夠日行五百里，跑得跟馬一樣快。年輕時個性粗獷放蕩、愛喝酒、喜好結交朋友、為人重信義，平時以捕魚打獵維生，不治產業。
南朝陳太建年間，麥鐵杖與人合夥做盜賊，被廣州刺史歐陽頠俘虜後編入官戶之中，被任命負責幫陳後主撐執御傘。然而在退朝之後，晚上麥鐵杖會奔跑數百里到南徐州，翻牆進入並藉由夜晚的燈光來行竊；白天又回來幫陳後主撐傘。像這樣行為發生十幾次後，失竊的物主認出偷竊的人就是麥鐵杖，告到官府去，最後上奏到朝廷之上，朝廷的人看到麥鐵杖每天都在撐傘，不相信這件事。但是南徐州的狀紙告了很多次，最後吏部尚書蔡徵說「這是可以驗證的。」朝議結束之後，在退下的衛兵中懸賞百金招募可以將詔書送往南徐州刺史的人。麥鐵杖出面應徵，下午懷抱著詔書離開，次日早晨又及時回報奏事。陳後主說「果真如此，麥鐵杖偷盜的事情很清楚了。」但陳後主愛慕其驍勇健捷，警告麥鐵杖後就釋放他了。

### 數有戰功
陳滅亡後，麥鐵杖遷徙到清流縣。當江東有人造反時，麥鐵杖投軍於楊素麾下，楊素命令麥鐵杖去偵查敵情。麥鐵杖頭戴草束、趁夜渡江，打探了消息回報，之後再度進行偵查時被叛賊捉住。賊帥李棱捉住麥鐵杖，便派了三十個人想要將之押送往高智慧處，行走到慶亭的時候，衛兵們休息吃飯，覺得麥鐵杖餓肚子很可憐便解開其束縛，然而麥鐵杖奪過了反賊的刀將衛兵們全數殺光，最後一一割下他們的鼻子，抱在懷中回歸，楊素對此感到十分驚奇。後來論功行賞時，麥鐵杖並沒有獲得任何獎賞，碰到楊素坐驛車要回京的時候，麥鐵杖每天步行跟上，晚上與楊素同宿一店。楊素發現之後了解麥鐵杖的意思，上奏封給麥鐵杖儀同三司。但因麥鐵杖不識字，最後只能放他回家。成陽公李徹欣賞麥鐵杖的驍勇，開皇十六年（596年）徵招麥鐵杖，任命為車騎將軍，之後跟隨楊素北伐突厥，再加開府。煬帝即位時，漢王楊諒在并州造反，麥鐵杖又跟隨楊素平叛，每戰都有先登之功，戰後進位柱國。
之後任命為萊州刺史，但並沒有任何治績，轉任至汝南郡太守時才開始學習法令，使汝南的群盜絕跡。有一次上朝時，考功郎竇威嘲笑「麥是什麼姓氏？」麥鐵杖對答曰「麥豆（竇）沒有差別，有什麼值得奇怪的？」竇威感到十分羞愧無言以對，當時的人都認為麥鐵杖十分機智敏惠。不久之後麥鐵杖升為右屯衛大將軍，煬帝對他越來越親密。

### 戰死遼東
麥鐵杖自覺到深受國家的恩寵，常常懷有盡忠報國的志向。大業八年（612年），煬帝征遼東之役，麥鐵杖自請為前鋒，轉頭對醫師吳景賢說道「大丈夫的性命上天自有安排，怎麼能讓艾草灸額頭、用瓜蒂噴鼻孔、連黃疸都治不好，最後死於兒女旁邊呢？」當麥鐵杖要度過遼水時，對三個兒子說「你們應當準備淺黃色的衣服，我承擔國家恩情，今天就是赴死的日子。如果我戰死了，你們將會得到富貴，然而只有盡忠盡孝這兩件事，我希望你們能多多努力。」等到渡河時，橋還沒有建成，距離東岸還有數丈之遠，高句麗的軍隊已經到來了。麥鐵杖跳到對岸上奮戰，戰死。武賁郎將錢士雄、孟金叉也一同戰死，左右都無人生還。煬帝為之哭泣，從高句麗軍購買回麥鐵杖的屍體，下詔追贈光祿大夫、宿國公，諡號武烈。長子麥孟才嗣爵，拜光祿大夫，次子麥仲才、三子麥季才均拜正議大夫。煬帝還賜予萬錢並幫麥鐵杖辦喪事，在高句麗戰敗但沒有戰死的宇文述等數百名將士在麥鐵杖棺前執紼，所有王公以下的官員都送至郊外。一同戰死的錢士雄追贈左光祿大夫、右屯衛將軍、武強侯，諡號剛，子錢傑嗣爵，孟金叉追贈右光祿大夫，子孟善誼嗣官。

## 家庭
長子麥孟才，果烈有父風，煬帝被殺時密謀向宇文化及復仇，後事洩與錢傑、沈光等人一同被殺。
次子麥仲才。
三子麥季才。
有一曾孙女嫁给唐朝潘州刺史冯君衡，生有三子一女，长子冯元琎、次子冯元珪、三子冯元一（就是高力士），后来唐玄宗年间获封越国夫人。外玄孫譚誨為張九齡岳父。

## 延伸阅读
[在维基数据编辑]
 《北史·卷078》，出自李延壽《北史》
 《隋書·卷64》，出自魏徵《隋书》